# Thorvaldur Kodransson

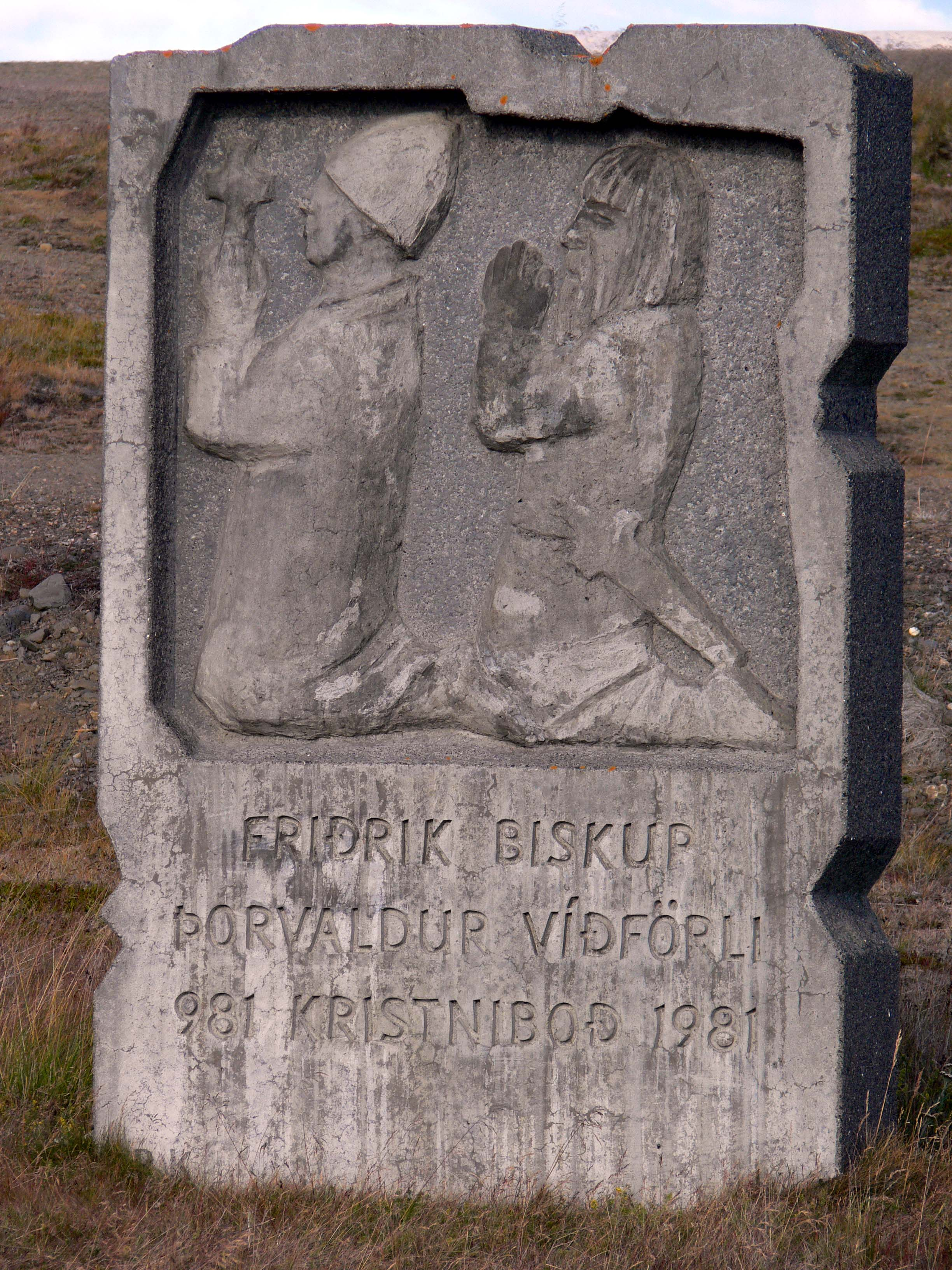
Memorial do Milenário da Cristianização da Islândia 981 - 1981 que teve origem em Vatnsdalsfjall. A imagem mostra o bispo Fridrek e Thorvaldur

Thorvaldur Kodransson (nórdico antigo: Þorvaldur skáld Koðransson, n. 965) - também conhecido como Þorvaldur víðförli (Thorvald o Viajado) - foi um víquingue e escaldo de Hvanneyri í Siglufjörð, Eyjafjarðarsýsla na Islândia. Segundo a lenda, nasceu em Stora Gilja, no vale de Vatnsdalur e era filho de Koðran Eilífsson.
O percurso evangelizador de Thorvaldur é conhecido principalmente através de Kristni þættir e da saga de Kristni; na saga Vatnsdœla é referido que Thordis, a vidente (Þórdís spákona), uma pagã versada em magia e feitiços, favoreceu a missão de Thorvaldur. Mais tarde recebeu a alcunha de Þorvaldur inn víðförli (Þorvaldur o que viajou), um homem considerado recto e valente que tinha conquistado a confiança dos islandeses que lhe concederam a primeira evangelização da ilha entre 981 e 986 acompanhado pelo bispo Fridrek sobre o qual se conhece muito pouco. O seu esforço foi em vão e a nova religião não se chegou a estabelecer na sociedade víquingue daquela época. Na verdade, foi por fim ridicularizado e viu-se forçado a fugir da ilha após um conflito no qual estava envolvido e dois homens haviam morrido. Thorvaldur aparece como personagem principal em Þorvalds þáttr víðförla.